# 古田龍助
古田 龍助（ふるた りゅうすけ、1952年2月7日 - ）は、日本の経営学者。研究分野は、経営戦略論、ベンチャー起業論。

## 人物、略歴
西南学院大学を卒業後、1986年（昭和61年）熊本商科大学（現・熊本学園大学）講師、助教授を経て、1991年（平成3年）教授に。一方熊本青年会議所が米日財団からの資金を受けて実施した熊本 - 米国リーダシップ・プログラムに参加し、プログラムの一環として約10ケ所の米国の地方都市を訪れ、再開発の手法、企業の社会貢献、地域教育などの実態調査を行った。1997年（平成5年）から3年間同財団の資金援助を受け、入学前教育に学ぶ子供たちに対して国際理解教育を行うことを目的として熊本 - 佐賀プレカレッジ計画を担当。
株式会社ダイショーの社外取締役をしている（古田自身は同社代表取締役社長松本洋助の義兄であるため）。

## 所属団体
- 日本経営学会
- 組織学会
- 九州経済学会

## 著作
ベンチャー起業の神話と現実―起業家教育のメッカ、米バブソン大学からのレポート
http://www2.kumagaku.ac.jp/seminar/~furuta/html/babson.htm